# Метапневмовірус людини

Метапневмовірус людини (англ. human metapneumovirus, hMPV або HMPV) — одноланцюговий несегментований РНК-вірус з ліпідною оболонкою роду Metapneumovirus родини Pneumoviridae порядку Mononegavirales . Поширюється повітряно-крапельним механізмом передачі інфекції.
Спричинює метапневмовірусну інфекцію у людини, переважно у дітей. Окрім захворювань верхніх дихальних шляхів, спричинює захворювання нижніх дихальних шляхів.

## Опис
Метапневмовірус людини вперше виділено у хворого наприкінці 2001 року в Нідерландах. До 2018 року у нього ідентифіковано два генотипи (лінії А та В), у кожній з цих ліній — два субтипи.
Вірусна РНК кодує 9 білків. Вигляд схожий на респіраторно-синцитіальний вірус людини, подібність амінокислотних послідовностей становить 23—43 %.
Середній розмір віріонів 209 нм, форми — плейоморфні, сферичні та ниткоподібні.

## Систематика
До 2016 року метапневмовірус людини відносили до підродини Pneumovirinae сімейства параміксовірусів (Paramixoviridae), наприкінці 2016 року пневмовіруси виділені у власне сімейство Pneumoviridae.
Рішенням Міжнародного комітету з таксономії вірусів (ICTV) у 2016 році метапневмовірус людини був віднесений до роду Metapneumovirus сімейства Pneumoviridae. Крім нього, до цього роду відноситься метапневмовірус індичок (Avian metapneumovirus, aMPV). До того ж сімейства належить респіраторно-синцитіальний вірус людини.

## Епідеміологія
Метапневмовірус людини зустрічається по всій земній кулі. Аналіз депонованих з 1958 зразків сироватки крові хворих на ГРЗ показав, що вірус циркулює серед людей щонайменше з кінця 1950-х. Вірус циркулює цілий рік із вираженим сезонним розподілом.
Усі діти до 10 років мають імунітет до цього вірусу. Повторні захворювання викликані або ослабленим станом організму, або зниженням імунітету до вірусу, або новим штамом вірусу.
Метапневмовірус людини виявляют у 10—36 % випадків захворювань нижніх дихальних шляхів, 1—5 % для захворювань верхніх дихальних шляхів.
Китайське управління з контролю та профілактики захворювань заявило 5 січня 2025 року, що в країні зареєстровано спалах метапневмовірусу людини. Тайванське видання Money UDN стверджує, що летальність від метапревмовірусної інфекції може досягати 43 % (трохи поступившись летальністю від хвороби, яку спричинює вірус Ебола Ебола), але офіційних підтверджень від китайської влади не було.

## Метапневмовірусна інфекція
Метапневмовірусна інфекція уражає і дітей, і дорослих, хоча хворіють переважно діти, переважно у перший рік життя. Основні симптоми хвороби — кашель, нежить, задишка, гарячка, головний біль, у п'ятої частини пацієнтів також блювота або рідке випорожнення. Клінічні форми в більшості випадків — ринофарингіт та бронхіт.
У дорослих метапневмовірус людини спричинює хворобу за типом ГРВІ у легкій формі. У немовлят, людей похилого віку та у людей з імунодефіцитом захворювання може перебігати у тяжкій або середньотяжкій формі. Клінічна картина схожа на викликану респіраторно-синцитіальним вірусом, але протікає швидше і легше.
Специфічне лікування відсутнє, застосовують симптоматичне лікування.
Вірус діагностують в мазках із порожнини носа та ротоглотки методом ПЛР з гібридизацією та детекцією флуоресценції в режимі реального часу (ПЛР-ФРВ).